# Memoriał Alfreda Smoczyka 1995

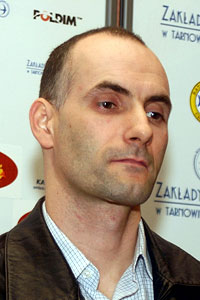
Tomasz Gollob

XLV Memoriał Alfreda Smoczyka odbył się 15 lipca 1995 r. Wygrał Tomasz Gollob.

## Wyniki
- 15 lipca 1995 r. (sobota), Stadion im. Alfreda Smoczyka (Leszno)
- Najlepszy Czas Dnia: Tomasz Gollob – w 1 wyścigu - 62,2 sek.

| Msc. | Zawodnik                | Klub                 | Pkt  |             |  |
| ---- | ----------------------- | -------------------- | ---- | ----------- |  |
| 1    | (1) Tomasz Gollob       | Polonia Bydgoszcz    | 13+3 | (3,3,3,1,3) |  |
| 2    | (14) Adam Łabędzki      | Unia Leszno          | 13+2 | (3,2,3,2,3) |  |
| 3    | (12) Rafał Dobrucki     | Polonia Piła         | 12+3 | (0,3,3,3,3) |  |
| 4    | (10) Roman Jankowski    | Unia Leszno          | 12+2 | (3,3,3,2,1) |  |
| 5    | (15) Piotr Paluch       | Stal Gorzów Wlkp.    | 10   | (2,1,2,3,2) |  |
| 6    | (5) Jacek Krzyżaniak    | Apator Toruń         | 8    | (3,d,0,3,2) |  |
| 7    | (11) Jan Krzystyniak    | Polonia Piła         | 8    | (1,3,2,2,0) |  |
| 8    | (9) Jacek Gollob        | Polonia Bydgoszcz    | 8    | (2,2,1,u,3) |  |
| 9    | (2) Andriej Korolew     | Unia Leszno          | 7    | (2,1,1,3,d) |  |
| 10   | (4) Damian Baliński     | Unia Leszno          | 7    | (w,2,2,2,1) |  |
| 11   | (7) Piotr Protasiewicz  | Sparta Wrocław       | 6    | (1,2,1,d,2) |  |
| 12   | (8) Mark Lemon          | bez klubu polskiego  | 5    | (2,1,2,d,-) |  |
| 13   | (13) Jacek Rempała      | Unia Tarnów          | 4    | (0,1,0,1,2) |  |
| 14   | (3) Grzegorz Rempała    | Unia Tarnów          | 3    | (1,0,0,1,1) |  |
| 15   | (6) Dariusz Śledź       | Sparta Wrocław       | 2    | (0,u,1,1,0) |  |
| 16   | (16) Paweł Jąder        | J.A.G. Speedway Łódź | 1    | (1,t,0,0,w) |  |
|      | rez. Zbigniew Krakowski | Unia Leszno          | 0    | (d)         |  |
|      | rez. Mariusz Szmanda    | Unia Leszno          | 0    | (0)         |  |

Bieg po biegu
1. (62,2) T. Gollob, Korolew, G. Rempała, Baliński (w/su)
2. (62,4) Krzyżaniak, Lemon, Protasiewicz, Śledź
3. (64,0) Jankowski, J. Gollob, Krzystyniak, Dobrucki
4. (63,7) Łabędzki, Paluch, Jąder, J. Rempała
5. (63,2) T. Gollob, J. Gollob, J. Rempała, Krzyżaniak (d/4)
6. (63,4) Jankowski, Łabędzki, Korolew, Śledź (u/4)
7. (63,1) Krzystyniak, Protasiewicz, Paluch, G. Rempała
8. (63,2) Dobrucki, Baliński, Lemon, Krakowski (d/4), Jąder (t) / Krakowski za Jądra
9. (63,2) T. Gollob, Krzystyniak, Śledź, Jąder
10. (63,1) Dobrucki, Paluch, Korolew, Krzyżaniak
11. (64,0) Łabędzki, Lemon, J. Gollob, G. Rempała
12. (64,4) Jankowski, Baliński, Protasiewicz, J. Rempała
13. (63,8) Dobrucki, Łabędzki, T. Gollob, Protasiewicz (d/4)
14. (65,0) Korolew, Krzystyniak, J. Rempała, Lemon (d/4)
15. (65,1) Krzyżaniak, Jankowski, G. Rempała, Jąder
16. (65,2) Paluch, Baliński, Śledź, J. Gollob (u/3)
17. (64,8) T. Gollob, Paluch, Jankowski, Szmanda / Szmanda ze Lemonia
18. (65,1) J. Gollob, Protasiewicz, Korolew (d/4), Jąder (w/nj)
19. (64,4) Dobrucki, J. Rempała, G. Rempała, Śledź
20. (65,0) Łabędzki, Krzyżaniak, Baliński, Krzystyniak
21. Bieg dodatkowy o trzecie miejsce (65,0) Dobrucki, Jankowski
22. Bieg dodatkowy o pierwsze miejsce (64,8) T. Gollob, Łabędzki